# Gerard Bolland

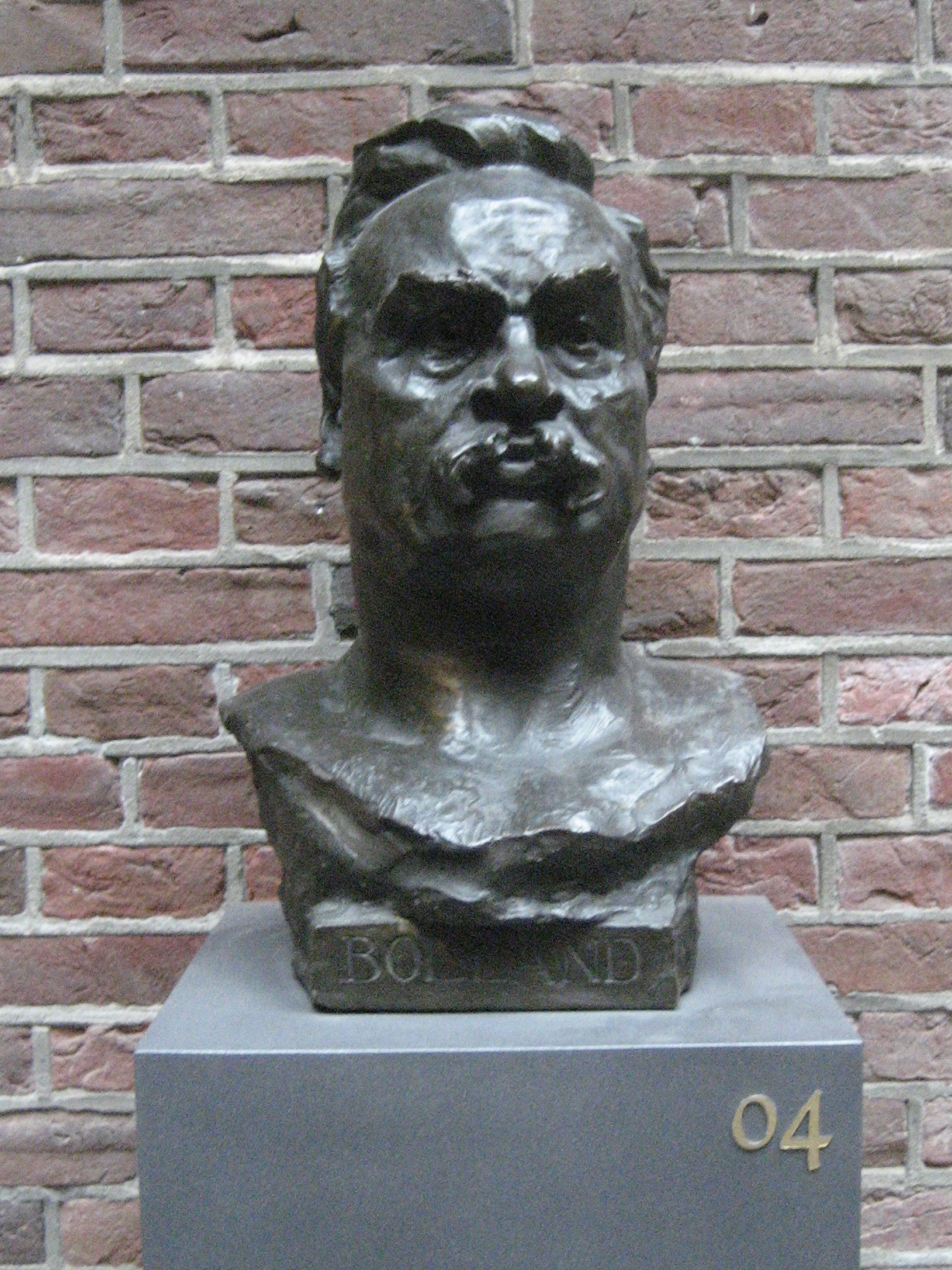
Bolland door Albert Termote

Gerardus Johannes Petrus Josephus (Gerard) Bolland (Groningen, 9 juni 1854 – Leiden, 11 februari 1922) was een Nederlands autodidactisch filosoof en taalkundige.
Bolland werd geboren in Groningen en kwam uit een eenvoudig katholiek gezin. Na het autodidactisch behalen van een baan als onderwijzer te Katwijk aan Zee en daarna als leraar Engels en Duits in Batavia, solliciteerde Bolland in 1896 met succes naar de vrijgekomen positie van hoogleraar filosofie aan de Universiteit Leiden. In deze functie was hij verantwoordelijk voor de heropleving van het hegelianisme rond 1900 in Nederland, door het geven van de meest populaire colleges toentertijd. Bolland kan tevens als grondlegger van de fascistische beweging in Nederland worden beschouwd. In zijn laatste academische les De teekenen des tijds (1921) hield hij een fel betoog tegen de democratie (de "gepeupelregeering", p. 12), tegen het jodendom, tegen de "tot heerschappij gekomen goddelooze arbeidersklasse" (p. 9), tegen democratisch onderwijs: "de liberaal bedoelde, maar democratisch ontwikkelde, dat is ontaarde, volksschool" (p. 34), tegen vrouwenemancipatie.
Bolland wist de filosofie van Hegel in Nederland te doen herleven (en was daarmee inspirator van, bijvoorbeeld, kunsthistoricus Louis Grondijs). Hij verzorgde onder meer een nieuwe uitgave van de werken van Hegel, en heeft daarmee de belangstelling voor de wijsbegeerte in Nederland in belangrijke mate gestimuleerd. Bolland had een zeer kenmerkend taalgebruik; zijn ‘kameelzinnen’ en het ‘hollands-bollands’ in het algemeen werden door de linguïst-filosoof J.A. Dèr Mouw scherp bekritiseerd. De Nederlandse dichter-zanger Koos Speenhoff schreef nog een vermakelijk gedicht over hem.

## Publicaties

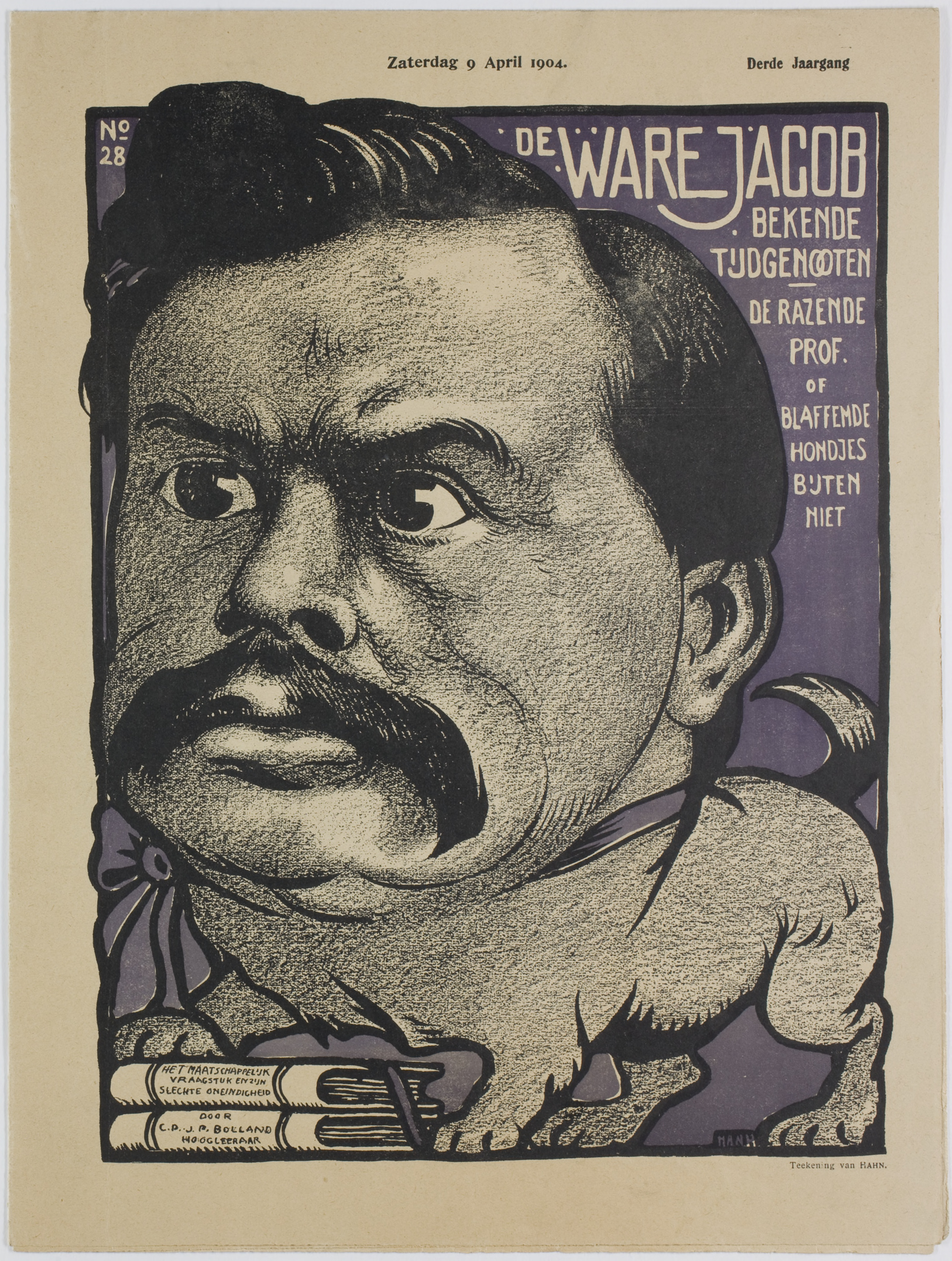
Karikatuur van Bolland door Albert Hahn

- Het wereldraadsel. Wijsgeerige verhandelingen. Leiden: Adriani, 1896 Online versie (dbnl)
- Zuivere rede en hare werkelijkheid. Leiden, 1904 (2e uitg. 1909, 3e uitg. 1912) Online versie (dbnl)
- Collegium logicum. Leiden: Adriani, 1905 (2e ongewijzigde druk: Amsterdam: Versluys, 1931)
- De teekenen des tijds. Academische les, den 28sten September 1921 te Leiden, en voorts te 's Gravenhage, Rotterdam en Amsterdam tot opening van colleges uitgesproken. Leiden: Adriani, 1921, 38 p.
- Postuum: G.J.P.J. Bolland: Wijsbegeerte van den godsdienst. Bewerkt naar dictaten, geschriften en brieven, door G.W. Wolthuis. Amsterdam: Emmering, 1923 Online versie bij Delpher